# Karbówka
Karbówka ist ein Ort in der polnischen Woiwodschaft Ermland-Masuren. Er gehört zur Landgemeinde Lubomino (Arnsdorf) im Powiat Lidzbarski (Kreis Heilsberg).
Karbówka liegt in der nordwestlichen Woiwodschaft Ermland-Masuren, 25 Kilometer westlich der Kreisstadt Lidzbark Warmiński (Heilsberg).
Karbówka ist eine Osada (= „Siedlung“) im Verbund der Gmina Lubomino (Landgemeinde Arnsdorf), von 1975 bis 1998 der Woiwodschaft Olsztyn, seither der Woiwodschaft Ermland-Masuren zugehörig. Über die Geschichte des Dorfs gibt es keine ausreichenden Belege, so auch nicht in der Beantwortung der Frage, ob der Ort vor 1945 eine deutsche Ortsbezeichnung hatte. Durch die Nähe (1,5 Kilometer) zum Dorf Karbowo (deutsch (Groß) Karben, bis 1945 im Kreis Braunsberg, heute in der Gmina Orneta  gelegen) liegt ein Namensbezug zwar nahe, ist jedoch nicht belegt.
Karbówka gehört zur römisch-katholischen Pfarrei Lubomino im Erzbistum Ermland, außerdem zur Diözese Masuren der Evangelisch-Augsburgischen Kirche in Polen.
Die Woiwodschaftsstraße 507, die die Städte Braniewo (Braunsberg), Pieniężno (Mehlsack), Orneta (Wormditt) und Dobre Miasto (Guttstadt) verbindet, verläuft durch Karbówka. Eine Bahnanbindung besteht nicht.